# Novyj Myr
Novyj Myr  (ucraniano: Новий Мир) es una localidad del Raión de Kotovsk en el Óblast de Odesa de Ucrania. Según el censo de 2001, tiene una población de 263 habitantes.